# 263 a. C.
El año 263 a. C. fue un año del calendario romano prejuliano. En el Imperio romano se conocía como el año 491 ab urbe condita.

## Acontecimientos
- Consulados de Manio Valerio Máximo Mesala y Manio Otacilio Craso en la Antigua Roma.[1]
- Eumenes I sucede a su tío Filetero como rey de Pérgamo.
- Primera guerra púnica: el cónsul romano Manio Valerio Máximo Mesala se alía con Hierón II de Siracusa.

## Fallecimientos
- Filetero, fundador de la dinastía atálida.
- Zenón de Citio (se suicida), filósofo, fundador de la escuela filosófica del estoicismo (c. 300 a. C.). Afirmaba que el sabio debe renunciar a la vida cuando ya no puede gozar de los dos bienes supremos: el conocimiento y el autodominio.[2]